# Esquay-Notre-Dame
Esquay-Notre-Dame – miejscowość i gmina we Francji, w regionie Normandia, w departamencie Calvados.
Według danych na rok 1990 gminę zamieszkiwało 728 osób, a gęstość zaludnienia wynosiła 241 osób/km² (wśród 1815 gmin Dolnej Normandii Esquay-Notre-Dame plasuje się na 310. miejscu pod względem liczby ludności, natomiast pod względem powierzchni na miejscu 1039.).